# Розп'яття зі скорботниками і святим Домініком
Розп'яття з скорботниками і святим Домініком — фреска Фра Анджеліко, яка раніше зберігалася в монастирі Сан-Доменіко у Ф'єзоле, а зараз зберігається в Луврі в Парижі. Датується приблизно 1435 роком. Має розміри 435x260 см.

## Історія
Картина, як і вівтарний образ Коронації Богородиці, була частиною комплекту монастиря Сан-Доменіко в Ф'єзоле. Звідки була вивезена під час наполеонівської окупації до Парижа. Після реставрації Бурбонів це була одна з близько сотні робіт, які не поверталися до Італії, через розміри та труднощі з транспортуванням.

## Опис і стиль
Твір знаходився в трапезній монастиря і був явним запрошенням до роздумів і участі через молитву в Страстях Христових. На ньому зображено розп'ятого Христа з головою, покладеною на груди, з табличкою «ĬŇŘĬ» угорі. Біля підніжжя Голгофи стоять два плакальника (Марія та Іван Євангеліст), а в центрі на колінах стоїть св. Домінік, засновник ордену, до якого належали монахи.
Повністю подібне зображення, але без «скорботників», було також розписано в монастирі Сан-Марко, де оселилася домініканська спільнота, до якої також входив і сам Анжеліко. В обох роботах фігура Христа схожа, як і абстрактно-блакитний фон.
Ця фреска разом із фрескою Мадонни з немовлям між святими Домініком і Фомою Аквінським є важливою, оскільки показує перші зміни стилю Анджеліко до більш тверезих і містичних форм.